# Volley-Ball Club Chamalières 2017-2018
Questa voce raccoglie le informazioni riguardanti il Volley-Ball Club Chamalières nelle competizioni ufficiali della stagione 2017-2018.

## Organigramma societario
Area direttiva
- Presidente: Mylène Toubani-Bardet

Area tecnica
- Allenatore: Atman Toubani
- Allenatore in seconda: David Tauveron

## Rosa
| N° | Nome                  | Ruolo | Data di nascita  | Nazionalità sportiva |
| -- | --------------------- | ----- | ---------------- | -------------------- |
| 2  | Anne-Laure Margirier  | L     | 18 febbraio 1996 | Francia              |
| 3  | Paige Neuenfeldt      | C     | 11 aprile 1994   | Stati Uniti          |
| 4  | Scherine Dahoué       | S     | 9 ottobre 1999   | Francia              |
| 5  | Kathleen Gates        | P     | 21 agosto 1990   | Stati Uniti          |
| 6  | Lucie Dekeukelaire    | L     | 26 maggio 1993   | Francia              |
| 7  | Christelle Tchoudjang | S     | 7 luglio 1989    | Camerun              |
| 8  | Marie Toufarová       | S/O   | 19 giugno 1992   | Rep. Ceca            |
| 10 | Lauren Schad          | C     | 6 gennaio 1995   | Stati Uniti          |
| 11 | Jeane Horton          | S     | 11 novembre 1991 | Stati Uniti          |
| 17 | Marija Sandić         | C     | 9 maggio 1983    | Montenegro           |
| 19 | Thaesha da Silva      | O     | 11 agosto 1993   | Brasile              |